# Amiens
Amiens je zgodovinsko glavno mesto in občina severne francoske regije Pikardije, prefektura departmaja Somme. Mesto ima okoli 135.000 prebivalcev in je drugo največje mesto v regiji za Lillom.

## Zgodovina
Ozemlje Amiensa je bilo poseljeno že v času paleolitika, 700.000 let nazaj. Po njegovem predmestju Saint-Acheul, v katerem so prvikrat naleteli na ostanke kamnitih orodij, je bila poimenovana Acheuléenska kultura.
Prvo znano naselje je bila Samarobriva ("most na Somi«), osrednje naselje Ambianov, eno od glavnih galskih plemen, ki so izdajali kovance, verjetno iz Amiensa, v 1. stoletju pred našim štetjem. Ime Ambiani izhaja iz galske besede ambe kar pomeni 'reka', sklicevanje na Somo, ki teče skozi Amiens.  Mesto je dobilo ime Ambianum z Rimljani, kar naj bi pomenilo naselje ljudstva Ambiani. Po tradiciji je bil na vratih Amiensa Sv. Martin iz Toursa, takrat še rimskega vojaka, ki je delil svoj plašč z nagim beračem. Blaginja mesta je bil cilj barbarskih plemen, kot so Alani, Burgundci ali Vandali, ki so večkrat napadli mesto, zato so ga obzidali okrog površine, ki je obsegala 20 hektarjev, zato je bil Amiens največja trdnjava na območju severno od Alp.
V 5. stoletju se je na oblast povzpel Klodij, kralj Salijskih Frankov, Merovij pa je bil izvoljen v Amiensu. Sv. Honorij (Honoré) (okoli 600) je postal sedmi škof mesta. Normani so oplenili mesto leta 859 in spet 882. V drugem napadu je bila požgana stolnica. V začetku 10. stoletja je grof Herbert de Vermandois združil regije Amiens, Vexin, Laon in Reims.  Leta 1095 so ljudje v Amiensu začeli oblikovati grobo občinsko organizacijo. Leta 1113 je mesto priznal kralj Francije, mesto se je pridružilo francoski kroni leta 1185.
Leta 1264 je bil Amiens izbran kot sedež arbitraže, ko je kralj Ludvik IX. Francoski poravnal konflikt med kraljem Henrikom III. Angleškim in njegovimi uporniškimi baroni, pod vodstvom Simona de Montforta. V arbitraži prišlo do odločitve, da je Ludvik z Mise of Amiens - enostransko odločil v korist Henrika, kar je pripeljalo do takojšnjega izbruha vojne baronov. 
Leta 1435 je bilo mesto prešlo v posest Filipa III. Burgundskega po kongresu v Arrasu. Leta 1477 ga je znova pridobil kralj Ludvik XI. Francoski po smrti Karla Drznega. Leta 1597 so španski vojaki, prikriti kot kmetje vkorakali v mesto in presenetili z napadom. Po šestmesečnem obleganju Amiensa, so sile Henrika IV. spet prevzele nadzor nad mestom in uvedle svoje avtonomno vladanje.
25. marca 1802 je bil v Amiensu podpisan mirovni sporazum med Francijo in Združenim kraljestvom, s katerim je prenehala obstajati Druga koalicija.
Med 18. in 19. stoletju je tekstilna tradicija Amiensa postala znana po svojem velurju. Družina Cosserat, lastnica tekstilne tovarne, je postala ene najbogatejših v Amiensu.
Leta 1789 so bile ukinjene pokrajine Francije in reorganizirane v departmaje. Velik del Pikardije je postal novoustanovljen del Some, z Amiensom kot glavnim mestom departmaja.
V 19. stoletju so v Amiensu začeli čutiti posledice industrijske revolucije. Mestno obzidje so podrli, odprl se je prostor za velike ulic okoli središča mesta. Soseska Henriville na jugu mesta se je razvila v tem času. Leta 1848 je v Amiens prispel prvi železniški vlak, ki je povezoval mesto do Boulogne-sur-Mer. Po tem je mesto začelo rasti preko reke in v okoliške hribe. Med francosko-prusko vojno 1870, so Somo napadle pruske sile in zasedle Amiens.
Avtor zgodnje znanstvene fantastike Jules Verne se je naselil v Amiensu leta 1871, ko je spoznal svojo ženo in se leta 1856 tam poročil. Leta 1888 je bil izvoljen za mestnega svetnika, odgovornega za festivale in proslave. Leta 1889 je Jules Verne predsedoval odprtju trga v Amiensu, vključno s sodiščem, policijsko postajo in muzejem, posvečenim zgodovini Pikardije.
V začetku leta 1905 je Victor Commont, imenovan "ustanovitelj moderne prazgodovinske znanosti" , izvedel pomembno arheološko raziskavo na področju Pikardije.

### Prva svetovna vojna
Na začetku 1. svetovne vojne v avgustu 1914, je imel Amiens bazo za British Expeditionary Force. Zajela jo je nemška vojska 31. avgusta 1914, a so jo 28. septembra osvobodili Francozi. Bližina Amiensa ob zahodni fronti in njegov pomen kot železniško vozlišče, je bilo pomembno britansko logistično središče, predvsem v bitki pri Somi leta 1916. 
Amiens je bil eden izmed ključnih ciljev nemške spomladanske ofenzivi, ki se je začela 27. marca 1918. Nemška 2. armada je potiskala nazaj britansko 5. armado, ki se je borila z vrsto obrambnih ukrepov. Med spopadi je bil Amiens bombardiran od nemškega topništva in letal; več kot 2.000 stavb je bilo uničenih. 8. avgusta 1918 se je v okolici mesta začela bitka pri Amiensu, ki je pomenila začetek stodnevne ofenzive za končanje prve svetovne vojne.

### Druga svetovna vojna
V bitki za Francijo, je bil Amiens  20. maja 1940, po dveh dneh težkih zračnih napadov, zajet od nemške 1. oklepne divizije. Branila ga je britanska teritorialna armada 7. bataljona Royal Sussex Regiment. Od 581 moških iz bataljona, je 132 mož pokopanih  CWGC grobovih,  165 je postalo vojnih ujetnikov, mnogi so pobegnili nazaj Veliko Britanijo in oblikovali 109 Light Anti-Aircraft Regiment, Royal Artillery. 
18. februarja 1944 je britanska letala bombardirala zapor v Amiensu kot del operacije Jeriho. Napad je bil namenjen kot pomoč pobegu članov francoskega odporniškega gibanja in političnih zapornikov, ki so bili tam v zaporu. Vseh 258 zapornikov je pobegnilo.
Pred izkrcanjem v Normandiji, so bila zavezniška letala osredotočena na uničevanje komunikacij v okupirani Franciji. Železniško križišče pri Longueau na jugovzhodu Amiensa je napadlo 200 bombnikov Royal Air Force v noči iz 12. na 13. junij. Bilo je veliko škode tudi v samem mestu.  Amiens je osvobodila 31. avgusta 1944, 11. oklepna divizija, del 30. korpusa, ki ji je poveljeval general podpolkovnik Horrocks. 

### Povojni Amiens
Mesto je bila obnovljena po načrtih Pierre Dufauja, s poudarkom na razširitvi ulic zaradi zmanjšanja prometnih zastojev. Novejši objekti so bili v glavnem zgrajeni iz opeke, betona in belega kamna, ter krite s skrilavcem. Arhitekt Auguste Perret je zasnoval železniško postajo Gare d'Amiens in bližnji Tour Perret.
2. junija 1960 je nastala nova regija Pikardija iz departmajev Aisne, Oise in Somme. V maju 1968 so študentje v Amiensu začeli stavko velikega obsega, ki se je začela v Parizu. Nekaj dni kasneje so se jim je pridružili še tovarniški in železniški delavci. Amiens bil paraliziran z bojem med konservativci in levičarskimi skupinami. Potem ko je imel predsednik Charles de Gaulle v 31. maja nagovor po radiju, so se njegovi privrženci pokazali na ulicah.
Naslednjega oktobra je bila ustanovljena Univerza v Amiensu (Université d'Amiens) s kampusom v jugozahodnem predmestju.
V poznih 1970-ih in 1980-ih je mesto utrpelo izgubo številnih delovnih mest, saj so bili zaprti številni proizvodni obrati v regiji. Kljub stiski, si je mesto v tem času prizadevalo za prenovo degradiranega območja St-Leu.
1990-ta so bila čas ponovnega rojstva mesta. Zaključena je bila prenova St-Leu in deli univerze so se preselili v središče mesta. Soseska Vallée des Vignes je bila razvita na jugu mesta, velik del mestnega središča so preuredili v območja za pešce. Gare du Nord je bil obnovljen s kontroverzno novo stekleno streho. Tour Perret je bil obnovljen, zgrajen je bil nov kino kompleks. Območje okoli železniške postaje se je začelo reorganizirati.
12. julija 1913 je Amiens gostil dirko za Veliko nagrado Francije, ki je potekala na več kot 30 km dolgem krogu po javnih cestah in jo je po skoraj osmih urah dirkanja dobil Francoz Georges Boillot s Peugeotom EX3.

## Geografija
Amiens leži na porečju reke Some, bolj ali manj tam, kjer se vanjo izlivata njena pritoka Selle in Avre, okoli 120 km severno od Pariza. Staro mestno jedro se nahaja na močvirnatem območju na dnu doline. Soma redko poplavlja, je pa to storila leta 2001. Mesto ima tipično oceansko podnebje severne Francije. Zanj so značilne pogoste padavine, zmerne zime in tudi zmerna poletja.
Amiens je prometno vozlišče med Île de France in ostalim delom severne Francije, Normandijo in Beneluksom ter Veliko Britanijo. Amiens trenutno ni neposredno na glavnih evropskih cestnih in železniških koridorjih, kot so avtoceste A1 in TGV železniška proga Pariz-Lille.
Letališče Amiens-Glisy se nahaja 10 km vzhodno od mesta.

## Administracija
Amiens je sedež osmih kantonov:
- Kanton Amiens-1 (zahodni del občine Amiens, občini Dreuil-lès-Amiens, Saveuse: 21.188 prebivalcev),
- Kanton Amiens-2 (severozahodni del občine Amiens, občini Argœuves, Saint-Sauveur: 14.434 prebivalcev),
- Kanton Amiens-3 (severovzhodni del občine Amiens, občina Rivery: 18.506 prebivalcev),
- Kanton Amiens-4 (vzhodni del občine Amiens, občini Camon, Longueau: 24.118 prebivalcev),
- Kanton Amiens-5 (jugovzhodni del občine Amiens, občina Cagny: 24.596 prebivalcev),
- Kanton Amiens-6 (južni del občine Amiens: 17.113 prebivalcev),
- Kanton Amiens-7 (jugozahodni del občine Amiens, občina Pont-de-Metz: 19.645 prebivalcev),
- Kanton Amiens-8 (severni del občine Amiens, občini Allonville, Poulainville: 18.209 prebivalcev).

Mesto je prav tako sedež okrožja, v katerega so poleg njegovih vključeni še kantoni Acheux-en-Amiénois, Bernaville, Boves, Conty, Corbie, Domart-en-Ponthieu, Doullens, Hornoy-le-Bourg, Molliens-Dreuil, Oisemont, Picquigny, Poix-de-Picardie in Villers-Bocage z 299.776 prebivalci.

## Znamenitosti
- Najpomembnejši objekt v mestu je stolnica v Amiensu, ki je najvišja gotska cerkev 13. stoletja in največja svoje vrste v Franciji; od leta 1981 je na UNESCOvem seznamu krajev svetovne dediščine.
- Zvonik Amiens, zgrajen v 15. stoletju in obnovljen v 18. stoletju, od leta 2005 na Unescovem seznamu svetovne dediščine zvonikov v severni Franciji in Valoniji in je od leta 1926 spomenik Historique.[12]
- stolp Beffroi d'Amiens, prvikrat omenjela leta 1244, je skupaj z ostalimi podobnimi zvoniki v Franciji in Belgiji na UNESCOvem seznamu svetovne dediščine.
- Stolp Tour Perret iz sredine 20. stoletja, imenovan po arhitektu Augustu Perretu, je bil eden prvih nebotičnikov v Evropi.
- Arheološki park Saint-Acheul z vidnimi ostanki ljudi na Somi iz pred več kot pred 450.000 leti
- Bibliothèque Louis Aragon, neoklasični slog, 1823, delo François-Auguste Cheussey
- Palais de Justice, dve stavbi iz 1834 in 1846
- Place Saint-Denis (danes Place René Goblet), 1839
- župnijska cerkev Saint-Firmin-le-Martyr 1842–1843, François-Auguste Cheussey
- Na Cimetière de la Madeleine je grob Julesa Verna
- Citadela
- Leta 1952 končan stolp Tour Perret, delo arhitekta Augusta Perreta, s 104 m višine daje mestu značilno silhueto.

- Pročelje Amienske katedrale
- Stolp - beffroi
- Mestna hiša - Hôtel de Ville, ponoči

## Pobratena mesta
- Dortmund, Nemčija[13]
- Görlitz, Nemčija[13]
- Tulsa, ZDA
- Darlington, Velika Britanija[14]
- Nafplio, Grčija